# For Special Services
For Special Services er en britisk roman fra 1982 af John Gardner. Romanen er hans anden i serien om den hemmelige agent James Bond, der blev skabt af Ian Fleming.
Bogens titel har sin egen særlige historie: I 1941 var Ian Fleming ansat i den britiske efterretningstjeneste. I denne egenskab var han i USA for at oprette forbindelse til de amerikanske efterretningstjenester. Her udarbejdede han på opfordring af lederen af OSS general William Joseph Donovan et fyldigt memorandum om en efterretningstjeneste funktioner og struktur. Dette memorandum blev senere en del af vedtægterne for OSS og siden CIA. Som tak fik Ian Fleming en Police Positive Colt .38 med inskreptionen "For Special Services."

## Plot
Efter lang tids fravær er terrororganisationen SPECTRE måske på banen igen. Sporene peger mod rigmanden, isfabrikanten og samleren Markus Bismaquer. Bond og Felix Leiters datter Cedar Leiter vinder indpas på Bismaquers kæmperanch i Texas i håb om at finde frem til SPECTRE's nye leder: Bismaquer selv, hans højre hånd Walter Luxor eller måske endda Bismaquers ægtefælle Nena.